# Poche parole
Poche parole è una canzone scritta da Giorgia con il contributo di Emanuel Lo e cantata in duetto da Giorgia e Mina. Al brano ha dato molto risalto la stampa in quanto per la prima volta duettano due grandi artiste italiane.

## Il brano
Con Poche parole è la prima volta che Mina, attiva sin dagli anni cinquanta, incide un duetto con una cantante Italiana. Nel 2000 aveva inciso "El se encuentrará entre tu y yo" con Mónica Naranjo (brano destinato al mercato spagnolo mai uscito in Italia). 
Non è la prima volta che un singolo che vede la partecipazione di Mina viene pubblicato su un album di un altro artista, era già successo con Amore Disperato incisa con Lucio Dalla ed inserita nell'album Lucio del 2003, lo stesso vale per Amiche mai inclusa in Più di me del 2008 di Ornella Vanoni.
Il brano è uscito in radio il 1º agosto 2008 come quarto estratto dall'album di Giorgia Stonata, nel quale è contenuto. È prodotto dalla stessa Giorgia e da Massimiliano Pani, il figlio di Mina che si occupa delle produzioni musicali della madre.
Secondo quanto detto da Giorgia poco prima dell'uscita dell'album Stonata, "Mina ha dimostrato molta cura nei confronti della canzone lavorando col suo team sull'arrangiamento. Rispetto a quello originale è stata aggiunta la chitarra elettrica e i cori composti dal maestro Gianni Ferrio".
Giorgia ha inoltre dichiarato che, quando ha scritto il brano, non sapeva ancora che l'avrebbe cantato assieme a Mina. 
La canzone entra di diritto nel repertorio di Mina venendo inserito nell'album della Tigre Caramella (2010). La giornalista Marinella Venegoni così definisce la canzone su La Stampa: "un'autentica, preziosa e divertita competizione di ugole".

## Tracce
Download digitale
1. Poche parole - 4:06 (Giorgia, Mina, Emanuel Lo)

## Classifiche
| Classifica (2008) | Posizione massima |
| ----------------- | ----------------- |
| Italia            | 22                |